# هولندا في الألعاب البارالمبية الصيفية 2020
شاركت هولندا في الألعاب البارالمبية الصيفية 2020 في طوكيو، اليابان، من 24 أغسطس إلى 5 سبتمبر 2021. كانت هذه المشاركة السادسة عشرة لهم على التوالي في الألعاب البارالمبية الصيفية منذ دورة الألعاب البارالمبية الصيفية 1960.

## الميداليات
| الميدالية | الاسم | الرياضة                    | الحدث                                  | التاريخ  |
| --------- | --- | -------------------------- | -------------------------------------- | -------- |
| ذهبية     | تريستان بانغما الدليل: باتريك بوس | الدراجات                   | التتابع الفردي للرجال فئة B            | 25 أغسطس |
| ذهبية     | لاريسا كلاسن الدليل: إمكي برومر | الدراجات                   | سباق الزمن للسيدات فئة B               | 26 أغسطس |
| ذهبية     | روجيه دورسمن | السباحة                    | سباق 400 متر حر رجال فئة S11           | 26 أغسطس |
| ذهبية     | شانتال زيدرفيلد | السباحة                    | سباق 100 متر صدر سيدات فئة SB9         | 26 أغسطس |
| ذهبية     | سانا فوتس | الفروسية                   | اختبار فردي الفئة الرابعة              | 26 أغسطس |
| ذهبية     | فليور يونغ | ألعاب القوى                | الوثب الطويل سيدات فئة T64             | 28 أغسطس |
| ذهبية     | جيتزي بلات | الباراثلاثلون              | فئة PTWC رجال                          | 29 أغسطس |
| ذهبية     | كيلي فان زون | تنس الطاولة                | فردي سيدات فئة 7                       | 30 أغسطس |
| ذهبية     | سانا فوتس | الفروسية                   | اختبار فري ستايل فردي الفئة الرابعة    | 30 أغسطس |
| ذهبية     | روجيه دورسمن | السباحة                    | سباق 200 متر فردي متنوع رجال فئة SM11  | 30 أغسطس |
| ذهبية     | ميتس فاليز | الدراجات                   | سباق الزمن للرجال فئة H5               | 31 أغسطس |
| ذهبية     | جيتزي بلات | الدراجات                   | سباق الزمن للرجال فئة H4               | 31 أغسطس |
| ذهبية     | دانييل إبراهيم جيبرو | الدراجات                   | سباق الزمن للرجال فئة C5               | 31 أغسطس |
| ذهبية     | مارلين فان جانسفينكل | ألعاب القوى                | سباق 200 متر سيدات فئة T64             | 31 أغسطس |
| ذهبية     | ميتس فاليز | الدراجات                   | سباق الطريق للرجال فئة H5              | 1 سبتمبر |
| ذهبية     | جانيت جانسن | الدراجات                   | سباق الطريق سيدات فئة H1-4             | 1 سبتمبر |
| ذهبية     | جيتزي بلات | الدراجات                   | سباق الطريق للرجال فئة H4              | 1 سبتمبر |
| ذهبية     | روجيه دورسمن | السباحة                    | سباق 100 متر صدر رجال فئة SB11         | 1 سبتمبر |
| ذهبية     | سام شرويدر نيلس فينك | تنس الكراسي المتحركة       | زوجي فئة الرباعيات                     | 1 سبتمبر |
| ذهبية     | فينسنت تر شور الدليل: تيمو فرانسن | الدراجات                   | سباق الطريق للرجال فئة B               | 3 سبتمبر |
| ذهبية     | شانتال زيدرفيلد | السباحة                    | سباق 200 متر فردي متنوع سيدات فئة SM10 | 3 سبتمبر |
| ذهبية     | مارلين فان جانسفينكل | ألعاب القوى                | سباق 100 متر سيدات فئة T64             | 3 سبتمبر |
| ذهبية     | ديدي دي غروت | تنس الكراسي المتحركة       | فردي سيدات                             | 3 سبتمبر |
| ذهبية     | ديدي دي غروت أنيك فان كوت | تنس الكراسي المتحركة       | زوجي سيدات                             | 4 سبتمبر |
| ذهبية     | فريق كرة السلة للسيدات <div style="-moz-column-count:- أنوك تاجنبرورك - إيلسي آرتس - سيلفانا فان هيس - ليندسي فريلينك - جيستكه فيسر - جوليا فان در سبروغ - بو كريمر - زينا فيمنهوف - شير كورفير - ساسكيا برونك - كارينا دي روي - ماريكا باير ; -webkit-column-count:- أنوك تاجنبرورك - إيلسي آرتس - سيلفانا فان هيس - ليندسي فريلينك - جيستكه فيسر - جوليا فان در سبروغ - بو كريمر - زينا فيمنهوف - شير كورفير - ساسكيا برونك - كارينا دي روي - ماريكا باير ; column-count:- أنوك تاجنبرورك - إيلسي آرتس - سيلفانا فان هيس - ليندسي فريلينك - جيستكه فيسر - جوليا فان در سبروغ - بو كريمر - زينا فيمنهوف - شير كورفير - ساسكيا برونك - كارينا دي روي - ماريكا باير ;">{{{2}}}} | كرة السلة للكراسي المتحركة | دورة السيدات                           | 4 سبتمبر |
| فضية      | شانتال زيدرفيلد | السباحة                    | سباق 50 متر حر سيدات فئة S10           | 25 أغسطس |
| فضية      | ليزيت برونسما | السباحة                    | سباق 400 متر حر سيدات فئة S11          | 26 أغسطس |
| فضية      | ليزا كروجر | السباحة                    | سباق 100 متر صدر سيدات فئة SB9         | 26 أغسطس |
| فضية      | أليدا نوربرويس | الدراجات                   | سباق الزمن سيدات فئة C1–3              | 27 أغسطس |
| فضية      | شانتال زيدرفيلد | السباحة                    | سباق 100 متر حر سيدات فئة S10          | 28 أغسطس |
| فضية      | أنيكا فان دير مير كورني دي كونينغ | التجديف                    | زوجي مختلط                             | 29 أغسطس |
| فضية      | ريخت فان دير هورست فرانك هوسمار سانا فوتس | الفروسية                   | فريق مفتوح                             | 29 أغسطس |
| فضية      | فرانك هوسمار | الفروسية                   | اختبار فردي فري ستايل فئة V            | 30 أغسطس |
| فضية      | فينسنت تر شور | الدراجات                   | سباق الزمن للرجال فئة B                | 31 أغسطس |
| فضية      | باس تاكن | السباحة                    | سباق 400 متر حر رجال فئة S10           | 1 سبتمبر |
| فضية      | فريدريك فان هوف كيلي فان زون | تنس الطاولة                | فريق سيدات فئة 6–8                     | 2 سبتمبر |
| فضية      | تريستان بانغما الدليل: باتريك بوس | الدراجات                   | سباق الطريق للرجال فئة B               | 3 سبتمبر |
| فضية      | ليزيت برونسما | السباحة                    | سباق 100 متر حر سيدات فئة S11          | 3 سبتمبر |
| فضية      | أوليفييه هندريكس | ألعاب القوى                | سباق 400 متر رجال فئة T62              | 3 سبتمبر |
| فضية      | نويل رودا | ألعاب القوى                | رمي الرمح سيدات فئة F46                | 3 سبتمبر |
| فضية      | سام شرويدر | تنس الكراسي المتحركة       | فردي رباعي                             | 4 سبتمبر |
| فضية      | توم إيغيرينك | تنس الكراسي المتحركة       | فردي رجال                              | 4 سبتمبر |
| برونزية   | فرانك هوسمار | الفروسية                   | اختبار فردي فئة V                      | 26 أغسطس |
| برونزية   | كارولين غروت | الدراجات                   | سباق الزمن سيدات فئة C4–5              | 27 أغسطس |
| برونزية   | ريخت فان دير هورست | الفروسية                   | اختبار فردي فئة III                    | 27 أغسطس |
| برونزية   | مارلين فان جانسفينكل | ألعاب القوى                | الوثب الطويل سيدات فئة T64             | 28 أغسطس |
| برونزية   | ليزا كروجر | السباحة                    | سباق 100 متر حر سيدات فئة S10          | 28 أغسطس |
| برونزية   | توماس فان وانروي | السباحة                    | سباق 200 متر فردي متنوع رجال فئة SM13  | 30 أغسطس |
| برونزية   | جانيت جانسن | الدراجات                   | سباق الزمن للنساء فئة H4–5             | 31 أغسطس |
| برونزية   | شانتال زيدرفيلد | السباحة                    | سباق 100 متر فراشة سيدات فئة S10       | 31 أغسطس |
| برونزية   | كيمبرلي ألكمادي | ألعاب القوى                | 200 متر سيدات فئة T64                  | 31 أغسطس |
| برونزية   | تيم دي فريز | الدراجات                   | سباق الطريق للرجال فئة H5              | 1 سبتمبر |
| برونزية   | ليزا كروجر | السباحة                    | سباق 100 متر ظهر سيدات فئة S10         | 2 سبتمبر |
| برونزية   | نيلس فينك | تنس الكراسي المتحركة       | فردي رباعي                             | 3 سبتمبر |
| برونزية   | دانييل إبراهيم جيبرو | الدراجات                   | سباق الطريق للرجال فئة C4–5            | 3 سبتمبر |
| برونزية   | توم إيغيرينك مايكل شيفيرس | تنس الكراسي المتحركة       | زوجي رجال                              | 3 سبتمبر |
| برونزية   | باس تاكن | السباحة                    | سباق 200 متر فردي متنوع رجال فئة SM10  | 3 سبتمبر |
| برونزية   | ليزا كروجر | السباحة                    | سباق 200 متر فردي متنوع سيدات فئة SM10 | 3 سبتمبر |
| برونزية   | نيكيتا دين بور | ألعاب القوى                | ماراثون سيدات فئة T54                  | 5 سبتمبر |

| الرياضة                        | الأول | الثاني | الثالث | الإجمالي |
| الدراجات                       | 9     | 3      | 4      | 16       |
| السباحة                        | 5     | 6      | 6      | 17       |
| تنس الكراسي المتحركة           | 3     | 2      | 2      | 7        |
| ألعاب القوى                    | 3     | 2      | 3      | 8        |
| الفروسية                       | 2     | 2      | 2      | 6        |
| تنس الطاولة                    | 1     | 1      | 0      | 2        |
| البارا ترياثلون                | 1     | 0      | 0      | 1        |
| كرة السلة على الكراسي المتحركة | 1     | 0      | 0      | 1        |
| التجديف                        | 0     | 1      | 0      | 1        |
| الإجمالي                       | 25    | 17     | 17     | 59       |

## المتسابقون
| الرياضة                        | رجال | نساء | الإجمالي |
| ------------------------------ | ---- | ---- | -------- |
| ألعاب القوى                    | 6    | 11   | 17       |
| ريشة الطائرة                   | 0    | 1    | 1        |
| البوتشيا                       | 1    | 0    | 1        |
| الدراجات                       | 6    | 5    | 11       |
| الفروسية                       | 1    | 3    | 4        |
| التجديف                        | 1    | 1    | 2        |
| السباحة                        | 7    | 3    | 10       |
| تنس الطاولة                    | 0    | 2    | 2        |
| البارا ترياثلون                | 2    | 1    | 3        |
| كرة السلة على الكراسي المتحركة | 0    | 12   | 12       |
| تنس الكراسي المتحركة           | 6    | 2    | 8        |
| الإجمالي                       | 30   | 41   | 71       |

## المسؤولون
اللاعبة الهولندية المعتزلة في تنس الكراسي المتحركة إستير فيرجيير هي رئيسة البعثة للبعثة الهولندية في الألعاب البارالمبية الصيفية 2020.

## ألعاب القوى
تأهل سبعة عشر رياضيًا للمشاركة في الألعاب البارالمبية الصيفية 2020.
مفتاح
- ملاحظة– يتم إعطاء التصنيف لفعاليات المضمار فقط ضمن نفس السباق الذي يشارك فيه الرياضي.
- Q = تأهل للمرحلة التالية
- q = تأهل للمرحلة التالية كأسرع خاسر أو في فعاليات الميدان، حسب المركز دون تحقيق الهدف التأهيلي
- N/A = المرحلة غير متاحة للحدث
- Bye = الرياضي غير مطلوب للمشاركة في هذه المرحلة

الفعاليات المضمار والطريق
الرجال
| الرياضي          | الحدث       | الجولات | الجولات | النهائي  | النهائي  |
| الرياضي          | الحدث       | النتيجة | الترتيب | النتيجة  | الترتيب  |
| ---------------- | ----------- | ------- | ------- | -------- | -------- |
| جويل دي يونغ     | 100 متر T63 | 13.00   | 4 q     | 12.90    | 8        |
| أوليفييه هندريكس | 100 متر T64 | 11.29   | 5       | لم يتأهل | لم يتأهل |
| أوليفييه هندريكس | 400 متر T62 | 47.95   | الثاني  |          |          |
| كيني فان ويغيل   | 100 متر T54 | 14.17   | 4 q     | 14.53    | 8        |
| كيني فان ويغيل   | 400 متر T54 | 46.81   | 3       | لم يتأهل | لم يتأهل |
| كيني فان ويغيل   | 800 متر T54 | 1:40.87 | 5       | لم يتأهل | لم يتأهل |
| ليفي فلوِت        | 200 متر T64 | 22.66   | 4 q     | 23.10    | 7        |

النساء
| الرياضي               | الحدث         | الجولات  | الجولات | النهائي  | النهائي  | النهائي |
| الرياضي               | الحدث         | النتيجة  | الترتيب | النتيجة  | الترتيب  |         |
| --------------------- | ------------- | -------- | ------- | -------- | -------- | ------- |
| كيمبرلي ألْكِماده       | 100 متر T64   | 13.06    | 1 Q     | 13.12    | 5        |         |
| كيمبرلي ألْكِماده       | 200 متر T64   | 26.65    | 2 Q     | 26.80    | الثالث   |         |
| شايين بوتورن          | 100 متر T36   | 14.84    | 4 q     | 14.90    | 5        |         |
| شايين بوتورن          | 200 متر T36   | 31.62    | 4 q     | 31.30    | 5        |         |
| نيكيتا دين بور        | 1500 متر T54  | 3:28.87  | 4 q     | 3:29.11  | 7        |         |
| نيكيتا دين بور        | 5000 متر T54  | 11:15.37 | 4       |          |          |         |
| نيكيتا دين بور        | الماراثون T54 | 1:38:16  | الثالث  |          |          |         |
| فلور جونغ             | 100 متر T64   | 13.34    | 4 q     | 13.10    | 4        |         |
| فلور شوتن             | 100 متر T63   | 16.82    | 6       | لم يتأهل | لم يتأهل |         |
| أيمي سيمونز           | 100 متر T34   | 20.29    | 8       |          |          |         |
| نينك تيمير            | 100 متر T35   | 15.68    | 5 q     | 15.49    | 7        |         |
| نينك تيمير            | 200 متر T35   | 32.87    | 6       |          |          |         |
| مارلين فان جانسفينكيل | 100 متر T64   | 12.82 PR | 1 Q     | 12.78 PR | الأول    |         |
| مارلين فان جانسفينكيل | 200 متر T64   | 26.56    | 1 Q     | 26.22 PR | الأول    |         |

الفعاليات الميدانية
الرجال
| الرياضي       | الحدث            | النهائي | النهائي |
| الرياضي       | الحدث            | النتيجة | الترتيب |
| ------------- | ---------------- | ------- | ------- |
| جويل دي يونغ  | القفز الطويل T63 | 6.41    | 6       |
| رانكي أوبيروي | القفز الطويل T20 | 6.76    | 7       |
| تاكي زونيفيلد | رمي الجلة F40    | 10.04   | 7       |

النساء
| الرياضي               | الحدث            | النهائي | النهائي |
| الرياضي               | الحدث            | النتيجة | الترتيب |
| --------------------- | ---------------- | ------- | ------- |
| لارا بارس             | رمي الجلة F40    | 7.64    | 7       |
| فلور جونغ             | القفز الطويل T64 | 6.16    | الأول   |
| نويلي روورد           | رمي الرمح F46    | 40.06   | الثاني  |
| سليما روزيما          | القفز الطويل T20 | 4.69    | 10      |
| فلور شوتن             | القفز الطويل T63 | 3.97    | 7       |
| مارلين فان جانسفينكيل | القفز الطويل T64 | 5.78    | الثالث  |

## الريشة الطائرة
ميغان هولاندر تأهلت للمشاركة في الفردي للسيدات فئة SU5 في الريشة الطائرة.
| الرياضي       | الحدث          | مرحلة المجموعات                         | مرحلة المجموعات                   | مرحلة المجموعات                 | مرحلة المجموعات | ربع النهائي   | نصف النهائي   | النهائي / BM  | النهائي / BM |
| الرياضي       | الحدث          | الخصم النتيجة                           | الخصم النتيجة                     | الخصم النتيجة                   | الترتيب         | الخصم النتيجة | الخصم النتيجة | الخصم النتيجة | الترتيب      |
| ------------- | -------------- | --------------------------------------- | --------------------------------- | ------------------------------- | --------------- | ------------- | ------------- | ------------- | ------------ |
| ميغان هولاندر | فردي سيدات SU5 | مونتيرو (البرتغال) خسارة (12–21, 19–21) | آسييموي (أوغندا) فوز (21–6, 21–7) | يانغ (الصين) خسارة (8–21, 9–21) | 3               | لم تتقدم      | لم تتقدم      | لم تتقدم      | لم تتقدم     |

## البوتشيا
| الرياضي      | الحدث    | مرحلة المجموعات            | مرحلة المجموعات         | مرحلة المجموعات            | مرحلة المجموعات          | مرحلة المجموعات | ربع النهائي                      | نصف النهائي   | النهائي / BM  | النهائي / BM |
| الرياضي      | الحدث    | الخصم النتيجة              | الخصم النتيجة           | الخصم النتيجة              | الخصم النتيجة            | الترتيب         | الخصم النتيجة                    | الخصم النتيجة | الخصم النتيجة | الترتيب      |
| ------------ | -------- | -------------------------- | ----------------------- | -------------------------- | ------------------------ | --------------- | -------------------------------- | ------------- | ------------- | ------------ |
| دانيال بيريز | فردي BC1 | مورايش (البرازيل) فوز 13-1 | دولغوفا (روسيا) فوز 6-5 | تيمباني (تايلاند) فوز 11-0 | غوتنيك (روسيا) خسارة 4-7 | 2 تأهل          | دي أوليفيرا (البرازيل) خسارة 2-6 | لم يتقدم      | لم يتقدم      | لم يتقدم     |

## الدراجات
جينيت جانسن، شانتال هاينن، كارولين غروت، لاريسا كلاسن، إيمكه برومر، أليدا نوربريوس، جيتيه بلات، ميتس فالايز، تيم دي فريس، دانييل إبراهيم، فينسنت تر شور، تيمو فرانسن، تريستان بانغما وباتريك بوس قد تأهلوا للمشاركة.

### الطريق
الرجال
| الرياضي                           | الحدث                    | النتيجة  | الترتيب |
| --------------------------------- | ------------------------ | -------- | ------- |
| فينسنت تر شور الدليل: تيمو فرانسن | سباق الطريق ضد الساعة B  | 42:00.77 | الثاني  |
| تريستان بانغما الدليل: باتريك بوس | سباق الطريق ضد الساعة B  | 47:20.91 | 6       |
| جيتيه بلات                        | سباق الطريق ضد الساعة H4 | 37:28.92 | الأول   |
| ميتس فالايز                       | سباق الطريق ضد الساعة H5 | 38:12.94 | الأول   |
| تيم دي فريس                       | سباق الطريق ضد الساعة H5 | 41:33.46 | 5       |
| دانييل إبراهيم غبرو               | سباق الطريق ضد الساعة C5 | 42:46.45 | الأول   |
| فينسنت تر شور الدليل: تيمو فرانسن | سباق الطريق B            | 2:59:13  | الأول   |
| تريستان بانغما الدليل: باتريك بوس | سباق الطريق B            | 3:05:01  | الثاني  |
| جيتيه بلات                        | سباق الطريق H4           | 2:15:13  | الأول   |
| ميتس فالايز                       | سباق الطريق H5           | 2:24:30  | الأول   |
| تيم دي فريس                       | سباق الطريق H5           | 2:24:40  | الثالث  |
| دانييل إبراهيم غبرو               | سباق الطريق C4-5         | 2:15:20  | الثالث  |

النساء
| الرياضي      | الحدث                      | النتيجة  | الترتيب |
| ------------ | -------------------------- | -------- | ------- |
| شانتال هاينن | سباق الطريق H5             | 2:47:25  | 5       |
| شانتال هاينن | سباق الطريق ضد الساعة H4-5 | 49:15.28 | 4       |
| جينيت جانسن  | سباق الطريق ضد الساعة H4-5 | 48:45.69 | الثالث  |
| جينيت جانسن  | سباق الطريق H1–4           | 56:15    | الأول   |

### المسار
الرجال
| الرياضي                           | الحدث               | السباقات | السباقات | النهائي                                   | النهائي  |
| الرياضي                           | الحدث               | النتيجة  | الترتيب  | النتيجة                                   | الترتيب  |
| --------------------------------- | ------------------- | -------- | -------- | ----------------------------------------- | -------- |
| تريستان بانغما الدليل: باتريك بوس | المطاردة الفردية B  | 3:59.470 | 1 Q, WR  | بيت · (Pilot: داغلبي) (بريطانيا العظمى) W | الأول    |
| فينسنت تر شور الدليل: تيمو فرانسن | المطاردة الفردية B  | 4:06.004 | 5        | لم يتقدم                                  | لم يتقدم |
| دانييل إبراهيم غبرو               | المطاردة الفردية C5 | 4:23.096 | 5        | لم يتقدم                                  | لم يتقدم |

## الفروسية
تأهلت هولندا لدورة الألعاب البارالمبية الصيفية 2020 بعد احتلالها المركز الثاني في بطولة الفروسية العالمية 2018 FEI. وكان الفرسان المؤهلون هم ريكت فان دير هوست، فرانك هوسمار، مود دي رو وسانه فويتس. 
| الرياضي                                                     | الحصان     | الحدث                     | النتيجة | الترتيب |
| ----------------------------------------------------------- | ---------- | ------------------------- | ------- | ------- |
| ريكت فان دير هوست                                           | Findsley   | اختبار فردي الدرجة III    | 75.765  | Q       |
| ريكت فان دير هوست                                           | Findsley   | اختبار فردي حر الدرجة III | لم يبدأ | لم يبدأ |
| فرانك هوسمار                                                | Alphaville | اختبار فردي الدرجة V      | 73.405  | Q       |
| فرانك هوسمار                                                | Alphaville | اختبار فردي حر الدرجة V   | 80.240  | الثاني  |
| مود دي رو                                                   | Webron     | اختبار فردي الدرجة III    | 69.941  | 10      |
| سانه فويتس                                                  | Demantur   | اختبار فردي الدرجة IV     | 76.585  | Q       |
| سانه فويتس                                                  | Demantur   | اختبار فردي حر الدرجة IV  | 82.085  | الأول   |
| ريكت فان دير هوست (GIII) فرانك هوسمار (GV) سانه فويتس (GIV) | انظر أعلاه | اختبار الفريق             | 229.249 | الثاني  |

دليل التأهيل: Q= مؤهل للاختبار الحر

## الترياتلون
جيتزي بلات، غيرت شيبر وماغريت إيدما جميعهم تأهلوا للمنافسة.
| الرياضي      | الحدث       | السباحة | الانتقال 1 | الدراجة | الانتقال 2 | الركض | الوقت الإجمالي | الترتيب |
| ------------ | ----------- | ------- | ---------- | ------- | ---------- | ----- | -------------- | ------- |
| جيتزي بلات   | الرجال PTWC | 12:39   | 1:11       | 30:31   | 0:47       | 12:43 | 57:51          | الأول   |
| غيرت شيبر    | الرجال PTWC | 14:03   | 1:18       | 34:04   | 0:49       | 12:47 | 1:03:01        | 4       |
| ماغريت إيدما | سيدات PTWC  | 13:29   | 2:04       | 42:24   | 1:11       | 17:47 | 1:16:55        | 7       |

## التجديف
تأهلت هولندا بقارب واحد في الزوجي المختلط بعد فوزها بالميدالية الفضية في بطولة العالم للتجديف 2019 في أوتنهايم، النمسا وضمنت المركز الثاني من أصل ثمانية أماكن متاحة.
| الرياضي                           | الحدث          | الجولات التأهيلية | الجولات التأهيلية | التمهيدية | التمهيدية | النهائي | النهائي |
| الرياضي                           | الحدث          | الوقت             | الترتيب           | الوقت     | الترتيب   | الوقت   | الترتيب |
| --------------------------------- | -------------- | ----------------- | ----------------- | --------- | --------- | ------- | ------- |
| أنيكا فان دير مير كورني دي كونينغ | الزوجي المختلط | 8:55.16           | 2 R               | 8:10.35   | 1 FA      | 8:43.85 | الثاني  |

دليل التأهيل: FA=النهائي A (ميدالية)؛ FB=النهائي B (غير ميدالية)؛ R=إعادة التصفية

## السباحة
تأهل خمسة سباحين هولنديين للمشاركة في السباحة في دورة الألعاب البارالمبية الصيفية 2020 عبر تخصيص أماكن في بطولة العالم للسباحة البارالمبية 2019 و10 سباحين عبر معايير التأهل الدنيا.
الرجال
| الرياضي                                              | الحدث                                | الجولات التأهيلية | الجولات التأهيلية | النهائي  | النهائي  |
| الرياضي                                              | الحدث                                | النتيجة           | الترتيب           | النتيجة  | الترتيب  |
| ---------------------------------------------------- | ------------------------------------ | ----------------- | ----------------- | -------- | -------- |
| روجيه دورسمان                                        | 100 متر حرة رجال S11                 | 1:10.51           | 2 Q               | 1:10.10  | 4        |
| روجيه دورسمان                                        | 400 متر حرة رجال S11                 | 4:30.23           | 1 Q               | 4:28.47  | الأول    |
| روجيه دورسمان                                        | 100 متر صدر رجال SB11                | 1:11.91           | 1 Q               | 1:11.22  | الأول    |
| روجيه دورسمان                                        | 100 متر فراشة رجال S11               | 1:05.64           | 3 Q               | 1:05.67  | 4        |
| روجيه دورسمان                                        | 200 متر فردي متنوع رجال SM11         | 2:20.75           | 1 Q               | 2:19.02  | الأول    |
| مارك إيفيرس                                          | 100 متر فراشة رجال S14               | 58.91             | 14                | لم يتأهل | لم يتأهل |
| مارك إيفيرس                                          | 200 متر فردي متنوع رجال SM14         | 2:13.10           | 3 Q               | 2:13.25  | 8        |
| مارك إيفيرس                                          | 100 متر ظهر رجال S14                 | 1:03.98           | 13                | لم يتأهل | لم يتأهل |
| تيم فان دورين                                        | 100 متر صدر رجال SB8                 | 1:10.36           | 3 Q               | 1:10.55  | 4        |
| كويرين هينسن                                         | 50 متر حرة رجال S10                  | 25.58             | 10                | لم يتأهل | لم يتأهل |
| كويرين هينسن                                         | 100 متر ظهر رجال S10                 | 1:01.87           | 3 Q               | 1:02.19  | 6        |
| ثايس فان هوفويغن                                     | 100 متر حرة رجال S6                  | 1:07.70           | 5 Q               | 1:06.39  | 5        |
| ثايس فان هوفويغن                                     | 100 متر ظهر رجال S6                  | 1:20.26           | 6 Q               | 1:19.69  | 7        |
| باس تاكن                                             | 100 متر حرة رجال S10                 | 53.94             | 6 Q               | 54.06    | 6        |
| باس تاكن                                             | 400 متر حرة رجال S10                 | 4:07.17           | 1 Q               | 4:02.02  | الثاني   |
| باس تاكن                                             | 100 متر ظهر رجال S10                 | 1:01.89           | 4 Q               | 1:01.52  | 5        |
| باس تاكن                                             | 200 متر فردي متنوع رجال SM10         | 2:16.91           | 3 Q               | 2:11.39  | الثالث   |
| توماس فان فان روويج                                  | 100 متر ظهر رجال S13                 | 1:00.48           | 2 Q               | 1:00.50  | 5        |
| توماس فان فان روويج                                  | 100 متر صدر رجال SB13                | 1:06.83           | 6 Q               | 1:06.75  | 6        |
| توماس فان فان روويج                                  | 200 متر فردي متنوع رجال SM13         | 2:11.12           | 2 Q               | 2:10.79  | الثالث   |
| تيم فان دورين كويرين هينسن ثايس فان هوفويغن باس تاكن | تتابع 4 × 100 متر ميدلي 34 نقطة رجال | 4:19.68           | 2 Q               | 4:22.25  | 5        |

النساء
| الرياضي           | الحدث | الجولات التأهيلية | الجولات التأهيلية | النهائي    | النهائي |
| الرياضي           | الحدث | النتيجة           | الترتيب           | النتيجة    | الترتيب |
| ----------------- | --- | ----------------- | ----------------- | ---------- | ------- |
| ليزيت بروينسم     | 50 متر حرة سيدات S11 | 30.26             | 4 Q               | 30.19      | 4       |
| ليزيت بروينسم     | 100 متر حرة سيدات S11 | 1:07.69           | 2 Q               | 1:06.55    | الثاني  |
| ليزيت بروينسم     | 400 متر حرة سيدات S11 | 5:10.33           | 2 Q               | 5:05.34    | الثاني  |
| ليزيت بروينسم     | 100 متر صدر سيدات SB11 | 1:28.19           | 3 Q               | 1:27.29    | 4       |
| ليزيت بروينسم     | 200 متر فردي متنوع سيدات SM11 | 2:50.70           | 4 Q               | 2:50.78    | 6       |
| ليزا كروجر        | 100 متر حرة سيدات S10 | 1:01.75           | 5 Q               | 1:00.68    | الثالث  |
| ليزا كروجر        | 100 متر صدر سيدات SB9 | 1:13.83           | 2 Q               | 1:13.91    | الثاني  |
| ليزا كروجر        | 100 متر ظهر سيدات S10 | 1:10.81           | 4 Q               | 1:09.44    | الثالث  |
| ليزا كروجر        | 200 متر فردي متنوع سيدات SM10 | 2:30.73           | 2 Q               | 2:27.86    | الثالث  |
| شانتال زييدر فالد | 50 متر حرة سيدات S10 | 28.07             | 3 Q               | 27.42      | الثاني  |
| شانتال زييدر فالد | 100 متر حرة سيدات S10 | 1:01.51           | 3 Q               | 1:00.23    | الثاني  |
| شانتال زييدر فالد | 100 متر صدر سيدات SB9 | 1:11.23 WR        | 1 Q               | 1:10.99 WR | الأول   |
| شانتال زييدر فالد | 100 متر فراشة سيدات SB10\|colspan=2 data-sort-value="" style="background: #ececec; color: #2C2C2C; vertical-align: middle; text-align: center; " class="table-na" \| — | 1:07.91           | الثالث            |            |         |
| شانتال زييدر فالد | 200 متر فردي متنوع سيدات SM10 | 2:28.40           | 1 Q               | 2:24.85 WR | الأول   |

## كرة الطاولة
تأهلت لاعبتان من هولندا للمشاركة في المنافسات.
النساء
| الرياضية                      | الحدث | مرحلة المجموعات               | مرحلة المجموعات      | مرحلة المجموعات   | دور الثمانية               | دور نصف النهائي      | النهائي              | النهائي    |
| الرياضية                      | الحدث | المنافس النتيجة               | المنافس النتيجة      | الترتيب           | المنافس النتيجة            | المنافس النتيجة      | المنافس النتيجة      | الترتيب    |
| ----------------------------- | --- | ----------------------------- | -------------------- | ----------------- | -------------------------- | -------------------- | -------------------- | ---------- |
| كيلي فان زون                  | فردي C7 | بيريز فيلالبا (المكسيك) ف 3-0 | بارنود (فرنسا) خ 2-3 | 2 Q               | كيم (كوريا الجنوبية) ف 3-1 | كوركوت (تركيا) ف 3-1 | سافونوفا (RPC) ف 3-2 | قالب:ذهب01 |
| فريديريك فان هوف              | فردي C8 | كامكاسومفو (فرنسا) خ 1-3      | أرلوي (المجر) خ 0-3  | 3                 | لم تتقدم                   | لم تتقدم             | لم تتقدم             | لم تتقدم   |
| فريديريك فان هوف كيلي فان زون | الفريق C6-8\|colspan=3 data-sort-value="" style="background: #ececec; color: #2C2C2C; vertical-align: middle; text-align: center; " class="table-na" \| — | النرويج (NOR) ف 2-0           | RPC (RPC) ف 2-1      | الصين (CHN) خ 0-2 | قالب:فضة02                 |                      |                      |            |

## كرة السلة على الكراسي المتحركة

### البطولة النسائية
تأهل فريق كرة السلة النسائي على الكراسي المتحركة للمشاركة في دورة الألعاب البارالمبية الصيفية 2020 بعد نتائجهم في بطولة العالم لكرة السلة على الكراسي المتحركة 2018.

## التنس على الكراسي المتحركة
تأهلت هولندا بثمانية لاعبين للمشاركة في كرة التنس على الكراسي المتحركة. جميعهم تأهلوا من خلال التصنيف العالمي.
| الرياضي | الحدث | دور الـ 64                           | دور الـ 32                               | دور الـ 16                                 | دور ربع النهائي                                  | دور نصف النهائي                         | النهائي / BM                           | النهائي / BM |
| الرياضي | الحدث | المنافس النتيجة                      | المنافس النتيجة                          | المنافس النتيجة                            | المنافس النتيجة                                  | المنافس النتيجة                         | المنافس النتيجة                        | الترتيب      |
| --- | --- | ------------------------------------ | ---------------------------------------- | ------------------------------------------ | ------------------------------------------------ | --------------------------------------- | -------------------------------------- | ------------ |
| كارلوس أنكر | فردي الرجال | سانادا (اليابان) خ 1–6, 1–6          | لم يتأهل                                 | لم يتأهل                                   | لم يتأهل                                         | لم يتأهل                                | لم يتأهل                               | لم يتأهل     |
| توم إيغبرينك | فردي الرجال | تقدم تلقائي                          | بورهان (ماليزيا) ف 6–0, 6–1              | أولسون (السويد) ف 1–6, 6–7, 6–3            | كافيرازاشي (إسبانيا) ف 6–4, 6–3                  | هيوديت (بريطانيا العظمى) ف 6–4, 7–6     | كونيدا (اليابان) خ 1–6, 2–6            | قالب:فضة02   |
| مايكل شيفيرس | فردي الرجال | ستراود (الولايات المتحدة) ف 6–4, 6–3 | زينشو (الصين) خ 4–6, 4–6                 | لم يتأهل                                   | لم يتأهل                                         | لم يتأهل                                | لم يتأهل                               | لم يتأهل     |
| روبن سبارغارين | فردي الرجال | ريغليير (النمسا) ف 6–0, 6–1          | كاتالدو (تشيلي) ف 6–2, 6–3               | هيوديت (بريطانيا العظمى) خ 1–6, 6–2, 3–6   | لم يتأهل                                         | لم يتأهل                                | لم يتأهل                               | لم يتأهل     |
| كارلوس أنكر روبن سبارغارين | زوجي الرجال\|data-sort-value="" style="background: #ececec; color: #2C2C2C; vertical-align: middle; text-align: center; " class="table-na" \| —            | تقدم تلقائي                          | كاتالدو / · سيبولفيدا (تشيلي) ف 6–1, 7-5 | كونيدا / · سانادا (اليابان) خ 6–7, 3–6     | لم يتأهل                                         | لم يتأهل                                | لم يتأهل                               |              |
| توم إيغبرينك مايكل شيفيرس | زوجي الرجال\|data-sort-value="" style="background: #ececec; color: #2C2C2C; vertical-align: middle; text-align: center; " class="table-na" \| —            | —                                    | تقدم تلقائي                              | بيرديشيفسكي / · ساسون (إسرائيل) ف 6–1, 6–1 | فرنانديز / · ليديسما (الأرجنتين) ف 6–1, 3–6, 7-5 | هوديت / · بييفر (فرنسا) خ 2–6, 4–6      | كونيدا / · سانادا (اليابان) ف 6-3, 6-2 | قالب:برونز03 |
| ديدي دي غروت | فردي السيدات\|data-sort-value="" style="background: #ececec; color: #2C2C2C; vertical-align: middle; text-align: center; " class="table-na" \| —           | كابريلانيا (تشيلي) ف 6–0, 6–1        | هوانغ (الصين) ف 6–0, 6–2                 | أوتاني (اليابان) ف 6–3, 6–2                | وايلي (بريطانيا العظمى) ف 6–4, 6–2               | كاميجي (اليابان) ف 6–3, 7-6             | قالب:ذهب01                             |              |
| أنيك فان كوت\|data-sort-value="" style="background: #ececec; color: #2C2C2C; vertical-align: middle; text-align: center; " class="table-na" \| — | فردي السيدات\|data-sort-value="" style="background: #ececec; color: #2C2C2C; vertical-align: middle; text-align: center; " class="table-na" \| —           | كروغر (ألمانيا) ف 6–3, 6–1           | مورش (فرنسا) ف 6–3, 6–0                  | وانغ (الصين) ف 7–6, 2–6, 6–2               | كاميجي (اليابان) خ 2-6, 2-6                      | وايلي (بريطانيا العظمى) خ 4-6, 7-6, 4-6 | 4                                      |              |
| ديدي دي غروت أنيك فان كوت | زوجي السيدات\|colspan=2 data-sort-value="" style="background: #ececec; color: #2C2C2C; vertical-align: middle; text-align: center; " class="table-na" \| — | تقدم تلقائي                          | بوبنوفا / · لوفا (RPC) ف 6–1, 6–2        | كاميجي / · أوتاني (اليابان) ف 6–2, 6–4     | شوكيير / · وايلي (بريطانيا العظمى) ف 6–0, 6–1    | قالب:ذهب01                              |                                        |              |